# Blackburn B-20
Die Blackburn B-20 war ein britisches Experimentalflugzeug und Flugboot von 1940.

## Konstruktion
Die B-20 war so konstruiert, dass ihr als Schwimmkörper ausgebildeter unterer Rumpfteil nach dem Start an den Oberrumpf hochgezogen und zum Landen wieder ausgefahren werden konnte. Damit sollten die aerodynamisch ungünstigen Eigenschaften von Schwimmern reduziert werden. Diese Art der Verbesserung der Aerodynamik ließ sich Blackburns Chefkonstrukteur patentieren. Die zwei äußeren Stützschwimmer wurden konventionell in die Tragflächen eingezogen und bildeten dann deren Spitzen.
Das Konzept sollte mehrere Probleme lösen; das erste war die Vermeidung von Spritzwasser, das beim Start die Motoren und Propellerleistung beeinträchtigte. Zweitens sollte das Hochziehen des Unterrumpfes die Angriffsfläche des Flugboots verringern. Außerdem wurde im Flug die Aerodynamik verbessert.
Der Erstflug erfolgte Ende März oder Anfang April 1940. Allerdings kam es am 7. April 1940 zu einem Crash während eines Hochgeschwindigkeitstests mit hochgezogenem Unterrumpf. Drei der fünf Mann der Besatzung starben beim Unglück. Daraufhin wurden die Arbeiten an der B-20 eingestellt.

## Technische Daten

Dreiseitenriss der B-20

| Kenngröße                         | Daten                                                                      |
| --------------------------------- | -------------------------------------------------------------------------- |
| Besatzung                         | 6                                                                          |
| Länge                             | 21,2 m                                                                     |
| Spannweite                        | 25 m                                                                       |
| Höhe                              | 7,65 m                                                                     |
| Flügelfläche                      | 99 m²                                                                      |
| Flügelstreckung                   | 6,3                                                                        |
| Leermasse                         | k. A.                                                                      |
| Startmasse                        | 15.900 kg                                                                  |
| Antrieb                           | zwei Rolls-Royce Vulture 24-Zylinder X-type mit je 1.720 PS (ca. 1.270 kW) |
| Höchstgeschwindigkeit (geschätzt) | 490 km/h in 4.575 m Höhe                                                   |
| Reisegeschwindigkeit              | 322 km/h                                                                   |
| Dienstgipfelhöhe                  | k. A.                                                                      |
| Reichweite (geschätzt)            | 2.400 km                                                                   |
| Bewaffnung (geplant)              | acht 7,7-mm-Vickers-Maschinengewehre vier 227-kg-Bomben                    |